# Gary Muller
Gary Muller (ur. 27 grudnia 1964 w Durbanie) – południowoafrykański tenisista.

## Kariera tenisowa
Karierę zawodową Muller rozpoczął w 1985 roku, a zakończył w 1997 roku. W grze pojedynczej jednym z jego lepszych wyników jest triumf w turnieju z cyklu ATP Challenger Tour, w Kapsztadzie z 1990 roku.
W grze podwójnej południowoafrykański tenisista zwyciężył w ośmiu turniejach kategorii ATP World Tour i awansował do dwunastu finałów.
W 1995 i 1996 roku reprezentował Republikę Południowej Afryki w Pucharze Davisa, grając w dwóch pojedynkach deblowych, z których jedno wygrał.
W rankingu gry pojedynczej Muller najwyżej był na 49. miejscu (6 sierpnia 1990), a w klasyfikacji gry podwójnej na 7. pozycji (15 listopada 1993).
Po zakończeniu kariery zajął się pracą trenerską. Najpierw współpracował z Jonasem Björkmanem, któremu pomógł zdobyć sześć tytułów wielkoszlemowych w grze podwójnej i wiele turniejowych zwycięstw w deblu. Stefan Koubek i Sarkis Sarksjan, którzy w kolejnych latach byli trenowani przez Mullera, osiągnęli przy nim swoje najwyższe miejsca rankingowe. W 2002 roku Muller doprowadził Thomasa Johanssona do tytułu singlowego w Australian Open.

### Finały w turniejach ATP World Tour
| Nazwa                        |
| ---------------------------- |
| Wielki Szlem                 |
| Igrzyska olimpijskie         |
| ATP Tour World Championships |
| ATP Masters Series           |
| ATP Championship Series      |
| ATP World Series             |

#### Gra podwójna (8–12)
| Końcowy wynik | Nr  | Data                 | Turniej      | Nawierzchnia    | Partner       | Przeciwnicy                         | Wynik finału  |
| ------------- | --- | -------------------- | ------------ | --------------- | ------------- | ----------------------------------- | ------------- |
| Zwycięzca     | 1.  | 26 lipca 1987        | Schenectady  | Twarda          | Gary Donnelly | Brad Pearce Jim Pugh                | 7:6, 6:2      |
| Finalista     | 1.  | 20 listopada 1988    | Johannesburg | Twarda (hala)   | Tim Wilkison  | Kevin Curren David Pate             | 6:7, 4:6      |
| Zwycięzca     | 2.  | 30 lipca 1989        | Waszyngton   | Twarda          | Neil Broad    | Jim Grabb Patrick McEnroe           | 6:7, 7:6, 6:4 |
| Finalista     | 2.  | 12 sierpnia 1990     | Cincinnati   | Twarda          | Neil Broad    | Mark Kratzmann Darren Cahill        | 6:7, 2:6      |
| Finalista     | 3.  | 30 września 1990     | Bazylea      | Twarda (hala)   | Neil Broad    | Stefan Kruger Christo Van Rensburg  | 6:4, 6:7, 3:6 |
| Zwycięzca     | 3.  | 7 października 1990  | Tuluza       | Twarda (hala)   | Neil Broad    | Michael Mortensen Michiel Schapers  | 7:6, 6:4      |
| Zwycięzca     | 4.  | 14 lipca 1991        | Gstaad       | Ceglana         | Danie Visser  | Guy Forget Jakob Hlasek             | 7:6, 6:4      |
| Zwycięzca     | 5.  | 20 października 1991 | Wiedeń       | Dywanowa (hala) | Anders Järryd | Jakob Hlasek Patrick McEnroe        | 6:4, 7:5      |
| Finalista     | 4.  | 16 lutego 1992       | Memphis      | Twarda (hala)   | Kevin Curren  | Todd Woodbridge Mark Woodforde      | 5:7, 6:4, 6:7 |
| Zwycięzca     | 6.  | 26 kwietnia 1992     | Seul         | Twarda          | Kevin Curren  | Kelly Evernden Brad Pearce          | 7:6, 6:4      |
| Finalista     | 5.  | 25 kwietnia 1993     | Seul         | Twarda          | Neil Broad    | Jan Apell Peter Nyborg              | 7:5, 6:7, 2:6 |
| Finalista     | 6.  | 13 czerwca 1993      | Londyn       | Trawiasta       | Neil Broad    | Todd Woodbridge Mark Woodforde      | 7:6, 3:6, 4:6 |
| Finalista     | 7.  | 25 lipca 1993        | Stuttgart    | Ceglana         | Piet Norval   | Tom Nijssen Cyril Suk               | 6:7, 3:6      |
| Zwycięzca     | 7.  | 24 października 1993 | Lyon         | Dywanowa (hala) | Danie Visser  | John-Laffnie de Jager Stefan Kruger | 7:6, 6:4      |
| Finalista     | 8.  | 31 października 1993 | Sztokholm    | Dywanowa (hala) | Danie Visser  | Todd Woodbridge Mark Woodforde      | 1:6, 6:3, 2:6 |
| Finalista     | 9.  | 19 czerwca 1994      | Halle        | Trawiasta       | Henri Leconte | Olivier Delaître Guy Forget         | 4:6, 7:6, 4:6 |
| Finalista     | 10. | 16 października 1994 | Ostrawa      | Dywanowa (hala) | Piet Norval   | Martin Damm Karel Nováček           | 4:6, 6:1, 3:6 |
| Finalista     | 11. | 12 marca 1995        | Indian Wells | Twarda          | Piet Norval   | Tommy Ho Brett Steven               | 4:6, 6:7      |
| Finalista     | 12. | 13 października 1996 | Pekin        | Dywanowa (hala) | Patrik Kühnen | Martin Damm Andriej Olchowski       | 4:6, 5:7      |
| Zwycięzca     | 8.  | 16 lutego 1997       | San José     | Twarda (hala)   | Brian MacPhie | Mark Knowles Daniel Nestor          | 4:6, 7:6, 7:5 |